# Lotus japonicus
Lotus japonicus és una espècie, o una varietat, silvestre de fabàcia perenne i herbàcia que és un organisme model (com també la fabàcia Medicago trunculata) mitjançant la qual s'estudia la fixació del nitrogen especialment pel que fa als rizobis i la simbiosi amb les micorrizes arbusculars. En estat natural és una planta ruderal. La seva distribució al Japó va de Hokkaido a les illes Ryukyu, també es troba a l'est d'Àsia.
Si es considera que és una varietat ho és dins de Lotus corniculatus

## Descripció
EL seu hàbit de creixement és erecte o reptant. Les fulles són compostes pinnades amb un parell de folíols units a la base de la tija; la inflorescència conté d'una a altres, o, rarament, quatre flors de color groc brillant;, els llegums són cilindres allargats de 2 a 2,5 cm de llargada. Les llavors són ovals i fan d'1 a 1,7 mm de llargada. Viu fins als 3.100 m d'altitud
El seu nombre cromosòmic és 2n= 12
Té una mida del genoma petit d'uns 470 Mb, de genoma diploide amb 6 cromosomes haploides i un cicle vital curt de 2 a 3 mesos cosa que en fa una planta adequada per a ser estudiada.